# Боверия Басси
Бове́рия Ба́сси (боверия бассиа́на, лат. Beauvéria bassiána) — вид грибов, относящийся к роду Боверия (Beauveria). Типовой вид рода.
Неспецифичный энтомопатоген, используемый для биологического контроля насекомых-вредителей.

## Описание
Колонии анаморфы гриба на декстрозном агаре Сабуро и картофельно-декстрозном агаре 1,5—3 см на 10-й день, шерстистые, белые, затем часто светло-желтоватые. Обратная сторона неокрашенная, желтоватая или тёмно-красноватая, в последнем случае с диффундирующим в среду растворимым пигментом. Спороношение в массе белое.
Вегетативные гифы септированные, гиалиновые, до 2 мкм шириной, гладкие. Конидиогенные клетки обычно в группах по 5 и более, образуются на гифах воздушного мицелия на приповерхностных клетках гиф субстратного мицелия. Основание конидиогенной клетки почти шаровидное до ампуловидного, 3—6 мкм шириной, от него отходит зигзагообразно растущий рахис, в изгибах которого располагаются конидии. Конидии (симподулоконидии) 2—3 мкм в диаметре, шаровидные до широкоэллиптических, иногда с заострением на верхушке.
Телеоморфа образует в природе цилиндрическую строму жёлто-коричневого или желтоватого цвета, 4—4,5 см длиной, на верхушке с расширением, несущем перитеции. Перитеции яйцевидные, погружённые в строму. Аски цилиндрические, 230—590 мкм длиной и 3,5—4 мкм шириной. Аскоспоры нитевидные, 300—570 мкм длиной и около 1 мкм шириной, могут образовывать вторичные споры. В культуре образование плодовых тел при скрещивании штаммов нестабильно.

## Экология
Широко распространённый почвенный сапротроф и энтомопатоген. Также выделяется с поверхности растений, изредка — в качестве эндофита.
Телеоморфа в настоящее время обнаружена только в Китае, где встречается в качестве патогена чешуекрылых.

## Название
Вид назван именем итальянского юриста и естествоиспытателя Агостино Басси (1773—1856). Басси в течение 25 лет изучал болезнь тутового шелкопряда и показал, что она вызывается этим грибком.